# Esquieu de Floyran
Esquieu de Floyran   (segle XIII - segle XIV) va ser un prior de Montfaucon, una dependència de l'abadia de Sant Marçal de Llemotges.
Originari de Besiers, va parlar falsament i desagradablement contra l'orde del Temple, i així es va convertir en un traïdor amb Guillaume Robert, Bernard Pelet i Gérard de Boyzol. Va ser empresonat.
Esquieu de Floyran hauria informat el rei Jaume II d'Aragó ja el 1305, i aquest li hauria promès una suma de diners si aconseguia demostrar el que deia. Després es va dirigir al rei de França, Felip IV el Bell. Aquest, sense proves que cregués els fets més que el rei d'Aragó, va demanar, no obstant això, a Guillaume de Nogaret que comprovés aquesta informació.
El 1308 va escriure una carta al rei d'Aragó, Jaume II, on li recordava que quan el va visitar a Lleida a principis de 1305 havia donat informació sobre l'orde, demanant-li que mantingués el seu compromís i que pagués la suma de diners promesa. El comandant de Payns Ponsard de Gizy, que va ser interrogat el 27 de novembre de 1309 com a part del judici a l'Orde del Temple, el cita com un dels principals delators.